# Softwarový balíček (instalace)
Softwarový balíček je v informatice speciální soubor, ve kterém je uložen počítačový program se všemi soubory, které potřebuje ke své činnosti, ve formě, kterou je možné snadno nainstalovat na počítač, nahradit novější verzí a v případě potřeby také odinstalovat. Balíčky jsou instalovány pomocí nástroje, tzv. správce balíčků. Softwarové balíčky jsou v různých formátech, například RPM, DEB, APK a podobně.

## Obsah balíčku
Balíček typicky obsahuje předem připravený (zkompilovaný) program, který je možné nainstalovat a následně rovnou spustit (binární balíček). Ve světě open source software jsou kromě binárních balíčků distribuovány i balíčky se zdrojovými kódy, ze kterých lze jednoduše nebo komplikovaněji získat binární balíček. Distribuce v podobě  zdrojových kódů umožňuje zkušeným uživatelům a vývojářům program upravovat a vylepšovat.
Distribuce moderních systémů (např. Linuxová distribuce) je rozdělena do nepřekrývajících se balíčků, takže uživatel může zvolit, jaké balíčky (tj. součásti) si nainstaluje nebo které vynechá. Výsledkem bude systém obsahující jen software, který uživatel chce mít nainstalován. Balíček může obsahovat font, webový prohlížeč, knihovnu a podobně.

### Metadata
Balíček obsahuje metadata, která obsahují popis obsaženého programu, kontrolní součty, elektronický podpis, závislosti a podobě. Správce balíčků může tato data využít pro automatické aktualizace, instalace závislých (potřebných) balíčky s knihovnami, ověření, že nainstalované soubory nebyly změněny, a podobně.

### Verze
Balíčky jsou typicky označeny verzí obsaženého programu a vlastní verzí, takže je možné porovnat nainstalované balíčky s dostupnými balíčky a provést aktualizaci balíčků nainstalovaných v systému (na nejnovější verzi nebo naopak na starší verzi balíčku).

## Správce balíčků
Správce balíčků je typicky program s grafickým rozhraním, který umožňuje uživateli snadný výběr balíčků, zobrazení informací o obsahu balíčků, jejich instalaci, odinstalaci, kontrolu a podobně.